# Giulia Grisi
Giulia Grisi (Milán, 28 de julio de 1811 - Berlín, 29 de noviembre de 1869), fue una célebre cantante de ópera italiana y una de las grandes sopranos del período "bel canto" romántico junto a María Malibrán, Giuditta Pasta, Pauline Viardot, Henriette Sontag, Giuseppina Ronzi De Begnis y otras, musa inspiradora de Rossini, Donizetti, y Bellini. Su restos y tumba se encuentran en el Cementerio del Père-Lachaise, en París Francia, bajo su nombre de casada Giulia de Candia.

## Biografía
Provenía de una familia llena de artistas. Su tía materna fue Giuseppina Grassini, famosa contralto de comienzos del siglo XIX y amante de Napoleón y del Duque de Wellington. Su hermana mayor Giuditta Grisi fue también una celebrada cantante y su prima Carlotta Grisi fue una de las bailarinas más brillantes de su tiempo recordada como la primera intérprete de Giselle.
Giulietta Grisi nació en Milán el 28 de julio de 1811. Su padre Gaetano Grisi fue oficial de ingenieros al servicio de Napoleón. Desde muy pequeña, tanto ella como su hermana Giuditta, recibieron lecciones de piano, solfeo y canto. En su infancia fue muy delicada de salud tanto que sus padres dudaban mucho que la joven pudiese algún día ser cantante debido a una ronquera crónica que la afectaba. Sin embargo el apoyo de su hermana hizo mucho para revertir la opinión paterna. 

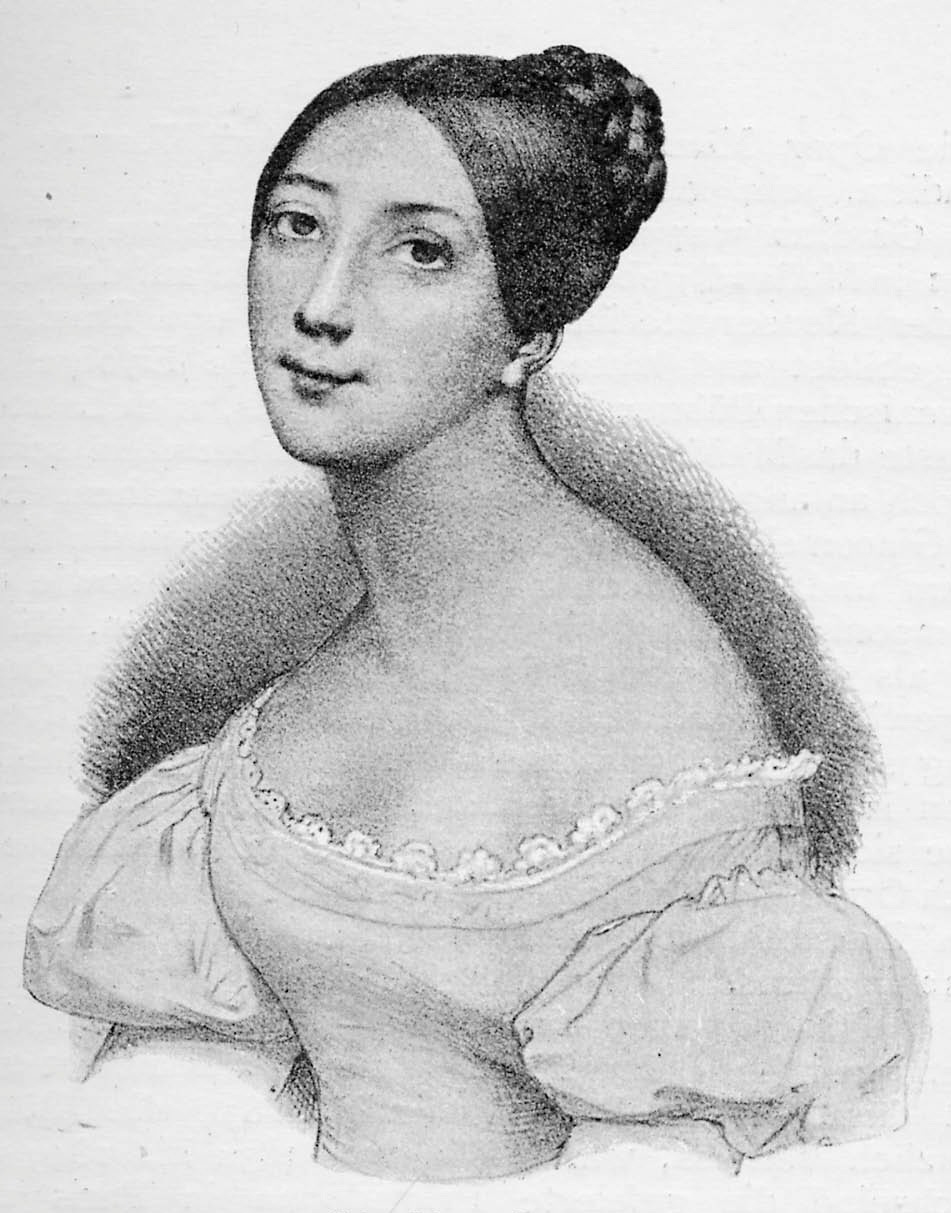
Giulia Grisi.

Fue así que la joven cantante entró al conservatorio de Milán en donde recibió clases del compositor Marliani. Posteriormente fue enviada a Bolonia a casa de su tío el coronel Ragani, esposo de Giuseppina Grassini. Su célebre tía la puso bajo la enseñanza de Giacomo Guglielmi quién durante tres años se dedicó exclusivamente al entrenamiento vocal de Giulia. Tras este periodo la voz de la joven cantante hizo grandes avances. Desaparecieron así sus afecciones crónicas producidas por su ronquera y su color vocal adquirió profundidad, poder y riqueza. 

## Debut

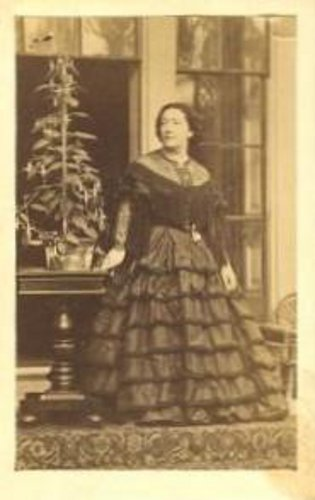
Giulia Grisi - potografía, circa 1860.

Completado su entrenamiento vocal la cantante debutó en 1828, con 16 años de edad en un rol de contralto: Emma en la ópera Zelmira de Rossini. El éxito fue inmediato y el mismo compositor que se encontraba supervisando la producción le auguró una carrera exitosa. Contratada para la temporada siguiente la cantante pudo brillar en “El barbero de Sevilla”, “Towaldo e Dorliska” y “La sposa di Provincia” escrita especialmente para ella por Millotatti.
En esta época temprana de su carrera la cantante firmó contrato con Lanari quien se convirtió en su agente. Durante seis años el empresario se hizo de una pequeña fortuna a expensas de un contrato injusto y claramente desventajoso para la cantante.
Su triunfo en Bolonia rápidamente se extendió por toda Italia. En 1830 debutó en La Scala de Milán en la olvidada “Ullá di Bassora” de Strepponi.

## Primer éxito

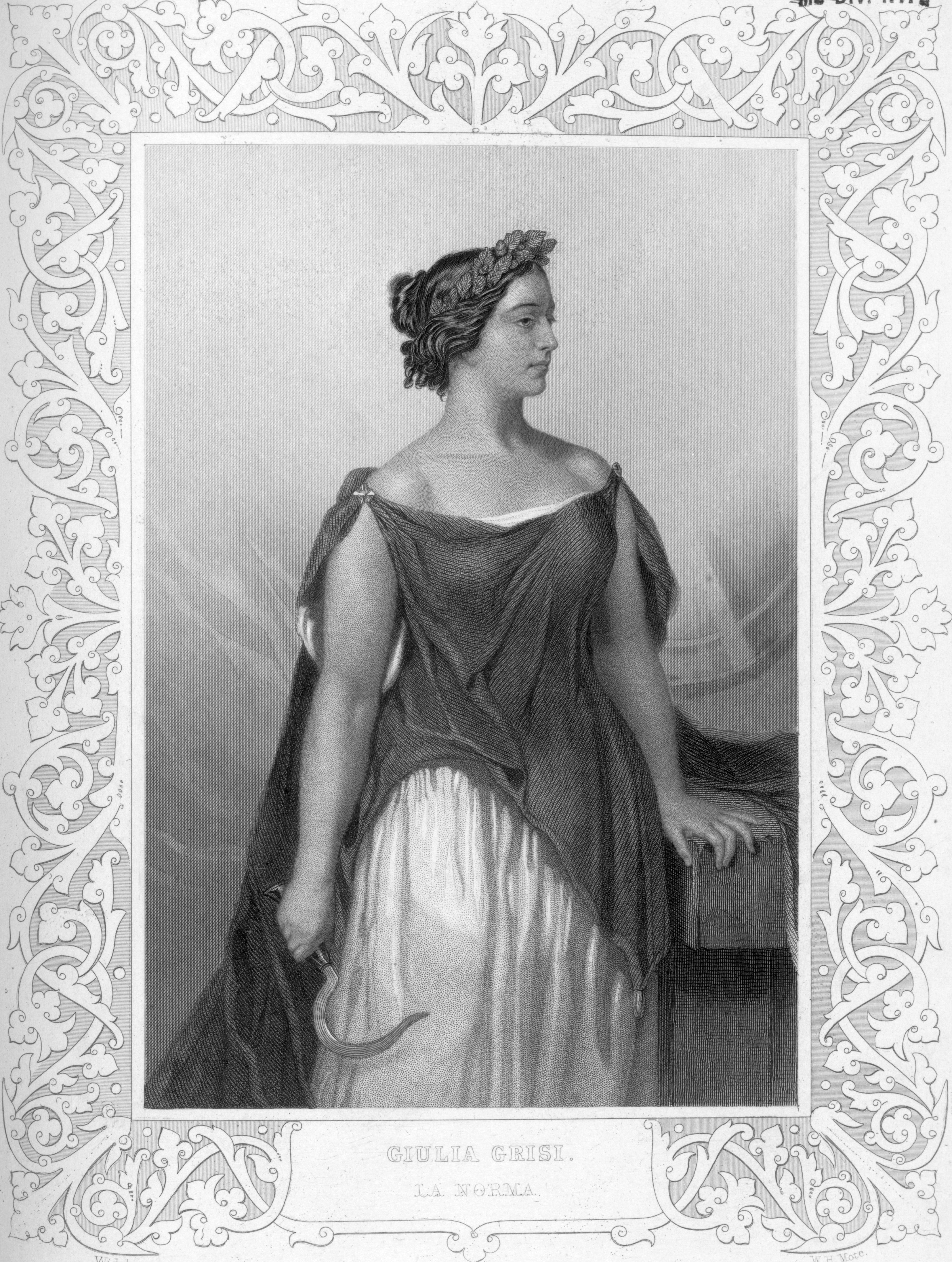
Grabado de Giulia Grisi vestida para interpretar "Norma" (1844)

El 26 de diciembre de 1831 participó del estreno de “Norma” de Bellini cantando la parte de Adalgisa que el compositor había escrito especialmente para ella y que la reunía con Giuditta Pasta en el papel titular y Domenico Donzelli como Pollione. La ópera fue recibida de manera fría la primera noche pero tras la segunda representación se convirtió en un éxito fenomenal.
El encuentro con Pasta fue fundamental en su desarrollo artístico pues sobre la base de ella la cantante moldearía su forma de actuar en el escenario como también sus futuros papeles. 
La anécdota cuenta que mientras Giuditta Pasta cantaba Norma la Grisi le dijo a Bellini entre bastidores: “Cómo me gustaría cantar Norma” a lo que el compositor le respondió: “Espera veinte años y veremos”, la Grisi altiva le respondió: “Cantaré Norma a pesar de ti y en mucho menos de veinte años”.

## La huida a París
A pesar de su triunfo como Adalgisa a la Grisi le fue imposible encontrar un lugar de real importancia en La Scala en donde la figura de la Pasta lo eclipsaba todo y no daba lugar para posibles competidoras. Esto sumado a su contrato de esclavitud firmado con Lanari la llevó a huir de Italia a principios de 1832 para no regresar nunca más a cantar en suelo italiano. 
Ayudada por su padre y su maestro la cantante se dirigió a París en donde su tía y hermana estaban domiciliadas.
En París la situación contractual no podía ser más favorable pues en ese momento los dos ídolos femeninos de la ópera se habían retirado de la escena parisina: Henriette Sontag había contraído matrimonio con un diplomático y prefirió el retiro de la escena musical en 1830. Y por otro lado María Malibrán que había disfrutado por dos años de una fama y prestigio inalcanzables para cualquier otro cantante había decidido abandonar París para siempre, dolida por las críticas que la tachaban de caprichosa y anti profesional.

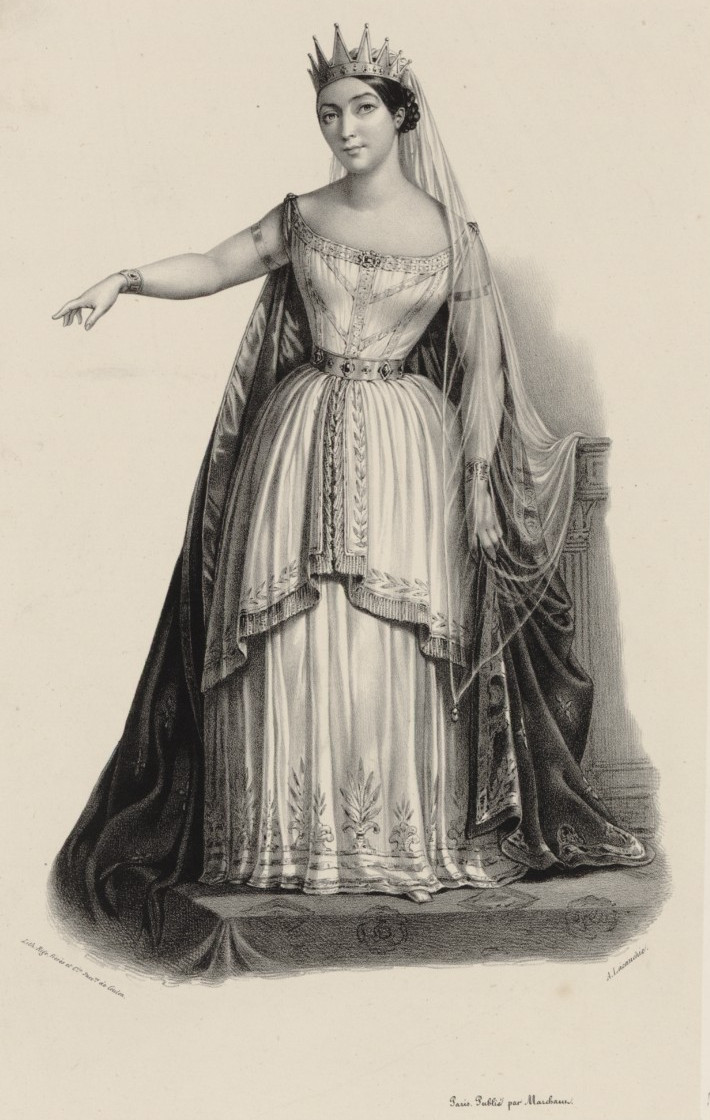
Guilia Grisi interpretando Semiramide de la opera del músico Gioachino Rossini.

Sin una figura de real relieve se presentó en el Teatro Italiano como Semiramide de Rossini (el mismo título que antes había sido la carta de presentación de la Sontag y la Malibrán ante el público parisino) y el éxito fue abrumador. Se presentaría en esa sala hasta 1848, durante 16 temporadas consecutivas, sin interrupción.
Durante esta época la cantante ampliaría su repertorio hacia heroínas de un corte decididamente sopranil. Es así como aparecieron el titular de Anna Bolena de Donizetti, Donna Anna en Don Giovanni o Pamina en La Flauta Mágica de Mozart o Desdémona en Otello de Rossini.
En 1834 debuta en Londres en el King’s Theatre como Ninetta en La Urraca Ladrona con gran éxito.

## La consagración
El 25 de enero de 1835 creó el rol de Elvira en I Puritani en el Teatro Italiano en París con gran éxito en un elenco que la reunía con tres leyendas de la época: Giovanni Battista Rubini como Arturo, Antonio Tamburini como Riccardo y Luigi Lablache como Giorgio. Con estos mismos artistas fundaría el así llamado Cuarteto Puritani que se presentaría en Francia e Inglaterra tanto en ópera como conciertos con enorme éxito.
En junio de 1835 incluyó el rol de Norma en su repertorio, mucho antes de los veinte años que Bellini le decía que debía esperar. Repitiéndolo con estruendoso éxito en París el 8 de diciembre de ese mismo año.
En la temporada de 1839 en el Her Majesty’s Theatre en Londres pudo añadir otro de sus grandes roles: Lucrezia Borgia de Donizetti que cantó junto a Giovanni Mario de Candia como Gennaro.
El 3 de enero de 1843 creó otro rol escrito a su medida: Norina en Don Pasquale de Donizetti en medio de un elenco lleno de estrellas que la reunía con Giovanni Mario de Candia como Ernesto, Luigi Lablache como Don Pasquale y Antonio Tamburini como el Dr. Malatesta, el Cuarteto Puritani en pleno (Rubini lo había abandonado dejando a Mario de Candia en su lugar).
La fama de la Grisi, como sus éxitos en el teatro se extendió sin ningún sobresalto desde finales de la década de 1830 hasta 1847 año del arribo de Jenny Lind y Pauline Viardot a Londres. 
Sin embargo este último año apareció en Londres como Semiramide al lado del Arsace de Marietta Alboni en una producción que la llenó de elogios.

## Vida personal
Siendo muy joven contrajo matrimonio con el Conde Gérard de Melcy en 1836. El matrimonio fue infeliz y en 1838 su esposo descubrió una carta que le había escrito Frederick Stewart, cuarto conde de Londonderry y ambos hombres se batieron en duelo el 16 de junio de ese año. El conde resultó herido en la muñeca y Melcy ileso. Grisi dejó a su marido y se marchó con el conde Londonderry, con quien tuvo un hijo en 1839 en Londres, George Frederick Omrsby. El conde de Londonderry no tuvo hijos legítimos con su esposa, y aunque no lo reconoció legalmente y le dio el apellido Ormsby fue criado por él mientras la madre continuaba su carrera artística. Fue educado en un internado inglés y cada vez que recalaba en la capital británica Grisi visitaba a su hijo en calidad de "tía".
Conoció a Mario de Candia, un famoso tenor italiano de la época, pero su marido se negaba a entregarle el divorcio, así que estando aun casada formalmente, convivió con Mario de Candia el tenor, seudónimo de Giovanni Mateo de Candia, lo que causó gran escándalo. Tras una larga disputa legal, consiguió el divorcio y pudo finalmente casarse con él en 1856 en Londres. Adoptaron legalmente a su primer hijo, dándole el nombre de Fredo de Candia, aunque el niño se crio entre sus dos hogares en Londres, el de su padre biológico Stewart y el de los Candia. La pareja tuvo seis hijas propias: Giulia (1842-1844), Rita (1849-después de 1886), Cecilia (1853-1926), Clelia (1855-?) y Bella Maria (1857-1861). Visitaban con frecuencia Italia, viviendo por temporadas en Villa Salviati, en Florencia, una propiedad que Mario había comprado en 1849. Allí recibían a distinguidos invitados de la ópera y la aristocracia.

## Giras por Rusia y América
En 1851 viajó junto a Mario de Candia a San Petersburgo para presentarse en la corte del Zar. Su presencia en la ciudad fue aprovechada para presentarse como Lucrezia Borgia en medio de gran entusiasmo de público y nobleza. El Zar le regaló además pieles y joyas de gran valor.
En 1854 firmó un contrato con el empresario Hackett para presentarse en Estados Unidos en una gira que comprendía 70 representaciones por toda la costa este en un periodo de seis meses. La gira fue todo un éxito tanto económico como artístico.
A su regreso a Europa comenzaron a notarse los primeros signos de desgaste vocal propios de una carrera que ya se extendía por casi 30 años. Aun así la cantante continuó presentándose por todo el continente.
Un notorio fracaso en Madrid en 1861 la llevó a tomarse un receso que duraría 5 años. En 1866 reapareció como Lucrezia Borgia en un fiasco tal que la llevó a retirarse definitivamente de los escenarios.
Falleció el 25 de noviembre de 1869 en un hotel berlinés por las heridas sufridas semanas antes en un accidente de tren mientras viajaba con su esposo hacia Berlín. Está enterrada en París en el cementerio de Père Lachaise frente a la tumba de Molière bajo la inscripción de Giulia de Candia sobre una simple lápida de mármol de Carrara blanco.

## Su voz
El instrumento de la Grisi fue alabado por sus contemporáneos por la pureza y maestría con que la cantante lo manejaba. 
Era notable la belleza del timbre, la extensión y la calidad del legato que producían una voz compacta, sin ningún quiebre o nota sorda en toda la extensión.
En sus comienzos se mostró como una soprano del tipo Sfogato, en la línea de sus dos grandes contemporáneas: Giuditta Pasta y María Malibrán. Debutando como contralto y cantando luego roles graves como Angelina en La Cenerentola o Rosina en El barbero de Sevilla y a pesar de que con los años siguió cantando roles de mezzosoprano y contralto (Fidés en El Profeta en 1852 con gran éxito), se puede decir que sus más legítimos triunfos los obtuvo en los papeles de soprano: Norma, Semiramide, Elvira en I Puritani, Norina, Anna Bolena o Lucrezia Borgia.
Los críticos de la época resaltaban siempre la pureza de la afinación y la belleza del timbre, saliendo siempre triunfadora sobre Giuditta Pasta, al menos en el plano vocal.
Al parecer las acusaciones de Manuel Vicente García sobre la imposibilidad de la cantante para ejecutar un trino son ciertas, en un caso similar al de Montserrat Caballé en el siglo XX.
A diferencia de María Malibrán o Giuditta Pasta disfrutó de una carrera larga de más 30 años.

## Controversia en torno a su figura
A pesar de ser uno de los astros indiscutidos del bel canto, además de una de las más grandes creadoras de su tiempo (Adalgisa en Norma, Elvira en I Puritani o Norina en Don Pasquale), la cantante fue acusada de ser una mera imitadora en vez de una artista en el verdadero sentido de la palabra.
Esta acusación comenzaría poco a poco, sobre todo en los últimos 10 años de carrera de la soprano para seguir después de su muerte en una suerte de enjuiciamiento en torno a su figura.
Entre sus más acérrimos detractores estaban Manuel Vicente García y su hermana, Pauline Viardot o los críticos Henry Pleasants y Henry Chorley y en cierto sentido el mismo Vincenzo Bellini.
Las acusaciones principales apuntaban hacia sus creaciones de Norma y Anna Bolena que según sus detractores eran copias exactas de la creación hecha por su primera intérprete: Giuditta Pasta.
Manuel Vicente García iba incluso más allá, criticando la forma de cantar de la Grisi a quién acusaba de no haber hecho jamás un trino correctamente a lo largo de toda su carrera.
Pauline Viardot después de oír a Giuditta Pasta exclamó: 
“Ahora sé de dónde Grisi sacó toda su grandeza”.
El crítico Henry Pleasants escribió sobre ella: 
“Su genio – Si es que no es una palabra demasiado fuerte – era más imitativo que creativo (…) Su calidad vocal y de belleza personal era superior a la de la Pasta o Malibran y sus presentaciones menos tendientes a ser alteradas ya sea por el esfuerzo o por algún accidente. Simplemente por la ausencia de cualquier sentido del peligro, eran también mucho menos excitantes”.
Y Henry Chorley decía sobre ella:
“Madame Grisi ha sido notable por la astucia de adoptar las ideas de otros más originalmente creativos que ella misma”.
Vincenzo Bellini, disgustado por su versión de Norma le escribe Giuditta Pasta lo siguiente:
“Habrás leído cómo la pobre Grisi representó muy mal a Norma en Londres. Y cómo la ciudad entera mostró su disgusto por no tener a su favorita Pasta. No estoy contento con que la Grisi lo cante ahora en Londres porque en París quieren que adapte la ópera para ella, Rubini y Lablache. Estoy absolutamente convencido que la Grisi nunca podrá ser Semiramide ni Medea ni Anna Bolena ni Norma y he rechazado los ocho mil francos que me ofrecieron. Espero que después de esto no quieran representarla y así librarme de ver a mi pobre y querida Norma hecha pedazos o mejor dicho de una poderosa mujer, divina, sublime en todo aspecto, convertirse en otra Adalgisa tierna e ingenua”.

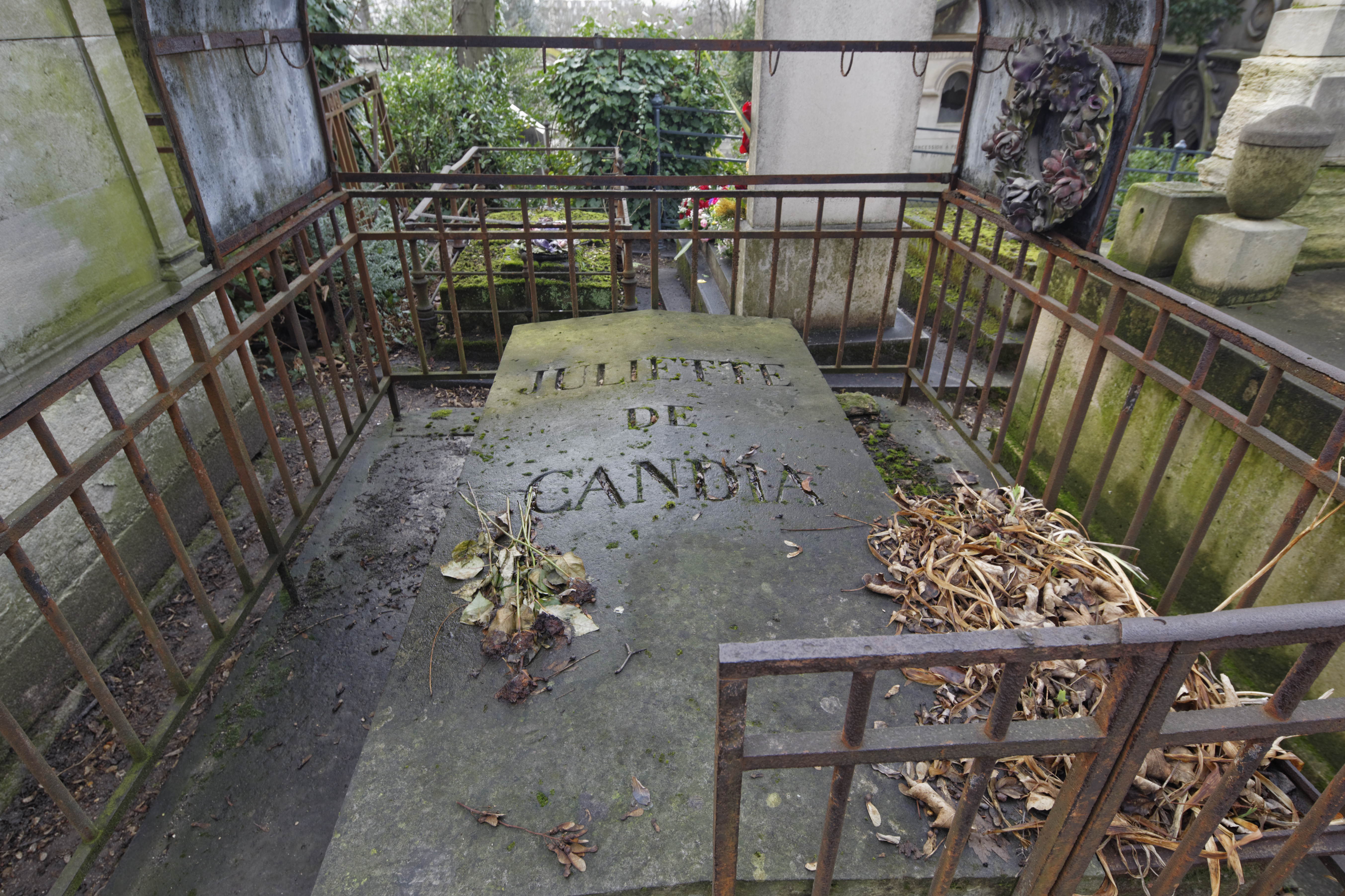
Lápida de Giulia Grisi.

Desde una óptica moderna los ataques que la soprano recibió parecen injustificados y muchos de ellos sin una base sólida.
Sabido es que la animadversión por parte de Pauline Viardot se debía al extremo celo con que la cantante "defendía" su repertorio. Siendo la Grisi una figura importante y en muchos roles su directa competencia es coprensible los celos que despertara. La Viardot era famosa por hacer suyos los papeles que interpretaba de manera absoluta, tanto que le parecía una ofensa personal el que otro cantante los hiciera estando ella ausente. Cuando la Grisi asumió roles como Fides en El Profeta o Valentina en Los Hugonotes la Viardot simplemente enfurenció.
Los dichos de los críticos de la época que la acusaban de ser una imitadora tienen poca base si se tiene en cuenta que la Grisi sólo vería dos roles en la interpretación de la Pasta: Norma y Anna Bolena.
No pudo haber sido una imitadora de la Pasta simplemente porque la vio muy pocas veces sobre el escenario al huir de Italia para siempre.
Además es simplemente imposible acusarla de imitación en papeles como Elvira en I Puritani, Norina en Don Pasquale, Lucrezia Borgia o Semiramide ya sea porque de los dos primeros fue su primera creadora o porque de los dos segundos hizo su creación estando en Londres y La Pasta en Italia o ya retirada.
Sería injusto acusarla de imitación si la cantante nunca cantó los otros grandes roles de la Pasta: Medea de Mayr, Romeo en Capuletos y Montescos de Bellini o Tancredi de Rossini.